# Heteroclita exoriens
Heteroclita exoriens är en skalbaggsart som beskrevs av Hermann Julius Kolbe 1914. Heteroclita exoriens ingår i släktet Heteroclita och familjen Cetoniidae. Inga underarter finns listade i Catalogue of Life.